# Federazione calcistica della Turchia
La Türkiye Futbol Federasyonu (Federazione calcistica della Turchia, acronimo TFF) è la federazione turca di calcio. È stata fondata il 23 aprile 1923 e ha sede a Istanbul, come colori nazionali ha il rosso e il bianco.
La TFF è affiliata alla FIFA fin dalla fondazione e alla UEFA, confederazione alle cui competizioni partecipano le squadre di club e la Nazionale turca, dal 1962.